# Phytoscutus wongsirii
Phytoscutus wongsirii är en spindeldjursart som först beskrevs av Ehara och Bhandhufalck 1977.  Phytoscutus wongsirii ingår i släktet Phytoscutus och familjen Phytoseiidae. Inga underarter finns listade i Catalogue of Life.